# Coenraad van Haeringen
Coenraad Bernardus van Haeringen (Werkendam, 16 mei 1892 - Utrecht, 21 juni 1983) was een Nederlands taalkundige, neerlandicus en hoogleraar aan de Universiteit van Utrecht.
Coenraad van Haeringen was een zoon van Jan van Haeringen, predikant, en Geziena Bernarda Schoemakers. Hij is gehuwd geweest met Annigje Nederlof, en, na haar overlijden, met Maria Nizia 't Hart. 
In 1918 promoveerde hij in Leiden cum laude bij C.C. Uhlenbeck. 
Van Haeringen was onder andere de belangrijkste samensteller van het Groene Boekje van 1954, waarin de spellingverandering van 1946/1947-1954 werd vastgelegd.

## Publicaties
- Eenheid en nuance in beschaafd-Nederlandse uitspraak, 1924
- De taaie levenskracht van het sterke werkwoord, 1940
- Nederlands tussen Duits en Engels, 1956